# 1382 هـ
1382 هـ هي سنة في التقويم الهجري امتدت مقابلةً في التقويم الميلادي بين سنتي 1962 و1963.

## أحداث
- تأسيس صندوق التنمية الزراعي السعودي
- 27 ذو الحجة - انتخاب أحمد سوكارنو رئيسًا لإندونيسيا مدى الحياة.

## مواليد
- حسين غندور
- سليمان العلوان
- عبد الرحمن بن عبد الله السديس
- عبد الله السعد
- محمد سند
- مازن الجراح الصباح
- استقلال أحمد
- بدران بن عبدالرحمن العمر
- حميد البغدادي
- سامي المغلوث
- سعيد سالم
- طلال الرشيد
- عبد الرحمن السديس
- عبد الله بن محمد الشهراني
- كاتشو
- فريج الهرشاني
- محمد أبو الهدى اليعقوبي
- محمد أكرم الندوي
- محمد أمين الأميني
- محمد البياتي
- محمد السند
- محمد رضا السيستاني
- مختار عالم
- مصطفي البروجردي
- منصور الثاني بن ناصر بن عبد العزيز آل سعود

## وفيات
- أحمد لطفي السيد
- إبراهيم أدهم الزهاوي
- الحبيب علوي بن طاهر
- سعود الكبير بن عبد العزيز بن سعود آل سعود
- عبد الهادي الحسيني الشيرازي
- علي عبد المغني
- غانم اللميع
- لويس ماسينيون